# Batavia (pueblo)
Batavia es un pueblo del condado de Genesee, estado de Nueva York, Estados Unidos. Tiene una población estimada, a mediados de 2022, de 6212 habitantes.
La ciudad de Batavia está rodeada por el territorio municipal, pero se administra en forma independiente.

## Geografía
La localidad está ubicada en las coordenadas 42°59′49″N 78°13′40″O / 42.99694, -78.22778 (42.99698, -78.227889).

## Demografía
Según la Oficina del Censo, en 2000 los ingresos medios de los hogares de la localidad eran de $38,449, y los ingresos medios de las familias eran de $43,425. Los hombres tenían ingresos medios por $32,098 frente a los $24,404 que percibían las mujeres. Los ingresos per cápita para la localidad eran de $19,563. Alrededor del 9.6% de la población estaba por debajo del umbral de pobreza.
De acuerdo con la estimación 2017-2021 de la Oficina del Censo, los ingresos medios de los hogares de la localidad son de $61,227 y los ingresos medios de las familias son de $86,629. Los ingresos per cápita en los últimos doce meses, medidos en dólares de 2021, son de $35,554. Alrededor del 7.0% de la población está por debajo del umbral de pobreza.